# Левланд (Тексас)
Левланд (енгл. Levelland) град је у америчкој савезној држави Тексас. По попису становништва из 2010. у њему је живело 13.542 становника.

## Демографија
Према попису становништва из 2010. у граду је живело 13.542 становника, што је 676 (5,3%) становника више него 2000. године.
| Група             | 2000.         | 2010.         |
| Белци             | 6.976 (54,2%) | 6.146 (45,4%) |
| Афроамериканци    | 690 (5,4%)    | 692 (5,1%)    |
| Азијати           | 23 (0,2%)     | 51 (0,4%)     |
| Хиспаноамериканци | 5.045 (39,2%) | 6.523 (48,2%) |
| Укупно            | 12.866        | 13.542        |